# Gastone Puccioni
Gastone Puccioni (1926.) je bivši talijanski hokejaš na travi.
Na hokejaškom turniru na Olimpijskim igrama 1952. u Helsinkiju je igrao za Italiju, koja je ispala u osmini završnice. Bio je jedan od velike skupine rođenih Đenovežana u reprezentaciji.

## Vanjske poveznice
- Profil na Sports Reference.com  Arhivirana inačica izvorne stranice od 18. prosinca 2009. (Wayback Machine)